# Mamaindê
El mamaindê, també conegut com a nambikwara septentrional, és una llengua nambikwara parlada a l'estat de Mato Grosso del Brasil, al molt al nord de la reserva indígena, Terra indígena Vale do Guaporé, entre el riu Pardo i riu Cabixi. A la part sud de la reserva, es troben parlants de sabanê i nambikwara.

## Història
A principis de la dècada de 1900, hi havia aproximadament 3.000 latundê. El seu perill va sorgir com a resultat de diverses guerres i massacres intertribals als anys 1930 i 1940, així com brots de xarampió, deixant-los amb només 50 mamaindê el 1965 segons els treballadors del SIL, Peter i Shirley Kingston. La seva població va començar a reconstruir-se la dècada del 1990, segons els treballadors del SIL, Dave i Julie Eberhard, quan van localitzar un augment constant de la població i van trobar que la seva comunitat havia crescut fins als 136 membres el 1999.
Situats tradicionalment a la regió del riu Cabixi, els Mamaindê pertanyen a la família lingüística nambikwara. Aquesta família de llengües va ser àmpliament estudiada per l'antropòleg i etnòleg estatunidenc David Price, que descriu el descobriment de l'or al riu Coxipo el 1719 com l'arrel de la presència inicial del portuguès i altres persones no indígenes de la regió del Mato Grosso. En ser una varietat nambikwara del nord, el grup indígena mamaindê concretament, només va entrar en contacte amb la societat brasilera fa aproximadament tres generacions. No va ser fins al 1911 que els portuguesos va començar a establir-se a la zona nambikwara, després de la propagació de la línia telegràfica a tot el Brasil. Tot i que el contacte entre els indígenes i els no indígenes era violent i pacífic, el xarampió i les massacres van començar a exterminar la majoria de les tribus nambiwares. Aquest genocidi, que es va produir en un lapse de 30 anys, va obrir el camí a l'assimilació cultural dels supervivents a les poblacions locals brasileres (especialment després de perdre la seva terra), i finalment va provocar la creació de pidgins/dialectes entre les seves llengües indígenes i el portuguès.
Amb un procés intens, els mamaindê van ser una de les poques tribus capaces de recuperar el "títol legal de la seva terra". En rebre inicialment una reserva molt empobrida el 1961, la supervivència era especialment feixuga. Van decidir tornar a la seva terra original anticipant-se a millors condicions de vida, tot i que van perdre el 30% de la seva població en descomposició durant els seus 400 quilòmetres de viatge. En temps de desesperació i amb l'esperança de donar als seus fills una millor oportunitat de supervivència, les mares mamaindê fins i tot viatjarien a l'autopista Cuiabá-Porto Velho per regalar els nadons als conductors de camions i als vianants. En aquests moments tan difícils en què la seva població baixava de 50 persones i anava cap al camí de extinció, SIL International, una organització sense ànim de lucre, es va involucrar en la seva comunitat. Aquesta organització va portar missioners protestants a les comunitats mamaindês, a diferència dels grups nambikwarans que estaven principalment en contacte amb missioners catòlics. La familiaritat creixent amb la Bíblia va portar a traduir-ne una part a la llengua mamaindê. Sovint es va animar a les joves generacions a estudiar a les escoles missioneres dels seus pobles on van ser educats formalment a practicar la religió als seus pobles i les normes de la "forma de vida de la gent blanca". treballant per al desenvolupament comunitari, SIL va ser capaç d'iniciar el seu avanç en la preservació de la cultura, la llengua i la població mamaindê.

### Família lingüística
La família lingüística a la qual pertany el mamaindê és la nambikwara (també s'escriu Nambicuara o Nambikwara). Els parlants d'idiomes d'aquesta família han viscut alguna vegada o actualment a la Chapada dos Parecis, a la vall del Guaporé i a la regió septentrional entre el riu Iquê i els rius Cabixi i Piolho. Les llengües nambikwares es poden dividir en tres: sabanê, nambikwara del nord i nambikwara del sud. Les llengües de cada divisió són mútuament intel·ligible, ja que es consideren dialectes o variacions. El multilingüisme és comú entre els nambikwara que viuen a les zones del nord a causa del fort contacte amb diferents idiomes nambikwara i també amb el portuguès. Com es va esmentar anteriorment, segons David Price, el contacte entre parlants de portuguès i parlants de llengües nambikwara es va produir inicialment quan els portuguesos va començar a viatjar al territori nambikwara a la recerca d'or.

## Varietats
Entre les llengües nambikwares, almenys el nord (mamaindê), el sud (Nambikwara) i el sabanê són mútuament inintel·ligibles. Tanmateix, el mamaindê és un grup de dialectes, i les seves varietats de vegades es consideren llengües diferents. Eberhard (2009) fa les següents distincions. Les xifres de població són les de "Ethnologue" 16, de 2007:
- Mamaindê pròpiament dit (inclòs Nagarotê, 330 parlants)
- Latundê (20)
- Lakonde (1)
- Tawaindê (o Da’wan’du; sense evidenciar i parlants desconeguts)
- Yalakalore (extingit i sense evidenciar)
- Yalapmunde (Alapmunte; extingit i sense evidenciar)

El yelelihre és una altra varietat nambikwarana sense atestar.

## Distribució
(Anonby i Eberhard, 2008) llista les ubicacions geogràfiques de les tres següents varietats d'idiomes de naambikuara septentrional.
- El Mamaindê (població: 200) viu a Capitão Pedro, Mato Grosso, una vila situada vora Vilhena, Rondônia.
- El Negarotê (població: 100) viu a una vila vora Comodoro, Mato Grosso, així com en un altre poble proper a la ciutat de Nova Alvorada, Mato Grosso.
- El Latundê (població: 20) viu a la reserva Tubarão-Latundê, situada a uns 150 kilòmeters a l'oest de Vilhena, Rondônia. La reserva té 3 viles.
  - Rio do Ouro: majoritàriament aikanã ètnics
  - Gleba: conté ètnics aikanã, Kwazá, i Latundê
  - Barroso: majoritàriament Latundê ètnics

## Fonologia
La següent descripció es basa en el mamaindê pròpiament dit.

### Vocals
Mamaindê té 20 anys vocals:
|         | Frontal    | Central    | Posterior    |
| ------- | ---------- | ---------- | ------------ |
| Tancada | i, ĩ, ḭ, ḭ̃ |            | u, ũ, ṵ, ṵ̃ ʊ |
| Mitjana | e, ẽ, ḛ    | ə          | o, õ, o̰      |
| Oberta  |            | a, ã, a̰, ã̰ |              |

### Consonants
El mamaindê té 33 consonants:
|                   | Labial | Alveolar | Alveo Palatal | Palatal | Pre-Velar | Velar | Glotal |
| ----------------- | ------ | -------- | ------------- | ------- | --------- | ----- | ------ |
| Oclusiva          | p b    | t d      |               |         | k̯         | k g   | ʔ      |
| Oclusiva aspirada | pʰ     | tʰ       |               |         |           | kʰ    |        |
| Implosiva         | ɓ      | ɗ        |               |         |           |       |        |
| Fricativa         | ɸ      | s        | ʃ             | j̥       |           | ʍ     | h      |
| Africada          |        |          | tʃ            |         |           |       |        |
| Nasal             | m      | n̥ n      |               |         |           | ŋ     |        |
| Oral/Nasal*       | bm     | dn       |               |         |           | gŋ    |        |
| Lateral Fricativa |        | ɬ        |               |         |           |       |        |
| Lateral           |        | l        |               |         |           |       |        |
| Bategant          |        | ɾ̥ ɾ      |               |         |           |       |        |
| Semivocals        | w      |          |               | j       |           |       |        |

## Morfologia
Els aspectes de morfologia mamaindê inclouen tipologia morfològica, processos morfològics i categories gramaticals. Sota el tema de la tipologia morfològica, el mamaindê és altament  polisintètic i una llengua aglutinant. Sota el tema dels processos morfològics, la reduplicació és un procés molt present que es produeix en diversos entorns, així com en moltes formes (per exemple, reduplicació sufixada, reduplicació prefixada i casos excepcionals). Un altre procés morfològic en mamaindê és el marcatge de nucli en què la possessió està marcada "al cap de la frase nominal (el posseït) i no del dependent (el posseïdor)". Les categories gramaticals en mamaindê consisteixen en tipus de substantius, tipus de verbs, adverbis, conjuncions i interjeccions.